# Centaurea stoebe
Centaurée du Rhin
Espèce
Classification phylogénétique
Statut de conservation UICN

 LC  : Préoccupation mineure
La Centaurée du Rhin (Centaurea stoebe) est une espèce de plante à fleurs de la famille des astéracées.

## Description
C'est une plante herbacée vivace de 20 à 90 cm de hauteur avec des fleurs mauves.

## Biologie
Hémicryptophyte. Floraison juillet à octobre.

## Habitats
Bord de chemins, friches, ballast des voies ferrées.

## Répartition géographique
Europe centrale et sud-orientale. Parfois adventice.
Elle aurait envahi deux millions d'hectares au Montana vers 2000

## Synonymes
- C. rhenana BOREAU
- C. maculosa subsp. LAM rhenana (BOREAU) GUGLER